# 田村朋輝
田村 朋輝（たむら ともき、2004年4月6日 - ）は、東京都八王子市出身のプロ野球選手（投手・育成選手）。右投右打。読売ジャイアンツ所属。2025年6月6日から9月30日までくふうハヤテベンチャーズ静岡に派遣される。

## 経歴

### プロ入り前
緑ヶ丘幼稚園卒園後、別所小学校2年の時に軟式チーム・松が谷ジャガーズで野球を始め、別所中学時には町田市の硬式チーム・町田リトルシニアに所属。
高校は山形県の酒田南高等学校に進学。1年夏からメンバー入りし、2年春からはエース。2年の秋に山形県大会で優勝。3年夏の県大会の3回戦では、延長10回までを投げて11個の三振を奪い降板したが、11回に勝ち越され東海大学山形高等学校に敗戦。甲子園に出場することはできなかった。
2022年10月20日に行われたプロ野球ドラフト会議において、読売ジャイアンツから育成ドラフト2巡目指名を受けた。11月12日に支度金290万円、年俸360万円（金額は推定）で仮契約を結んだ。背番号は023。担当スカウトは円谷英俊。

### 巨人時代
2023年は春季キャンプからトレーニングとフォーム固めを行い、三軍戦で経験を積んだ後、9月15日に二軍戦で初登板・初先発。二軍（イースタン・リーグ）ではこの1試合のみの登板に終わった。10月20日のみやざきフェニックス・リーグでも先発登板し、4回4安打無失点と好投した。11月9日、20万円増となる推定年俸380万円で契約を更改した。
2024年は二軍登板を果たせなかった。三軍では30登板で2勝2敗、防御率2.16、41回2/3を投げて31三振という成績だった。オフには2024アジアウインターベースボールリーグに参加し、先発1試合、救援8試合の計9試合に登板。守護神を任され防御率1.38、13イニングで投球回を上回る17奪三振で奪三振率は11.77を記録した。オフシーズンの自主トレで、直球の最速が160km/hを記録したと明かした。
2025年は二軍で2試合に登板し1勝1敗、防御率は0.00の成績で、4月からは三軍でプレーしていた。6月5日、「ファーム・リーグ参加球団規程」に基づき、くふうハヤテベンチャーズ静岡に派遣されることが発表された。派遣期間は6月6日から9月30日の予定で、くふうハヤテでの背番号は34。

## 選手としての特徴
最速159km/hの力強い直球が武器の右腕。

## 人物
小学生の時から巨人ファンであった。高校時代には“チーズバーガートレ”で20kg超の増量をし、球速が20km/hほど上がったという。
三軍戦でのプロ初登板で自身のユニフォームを忘れ、市川友也三軍バッテリーコーチから借りて登板したことがある。

## 詳細情報

### 背番号
- 023（2023年[8] - ）
  - 34（2025年6月6日[17] - ） ※くふうハヤテベンチャーズ静岡での背番号